# Lefka Όri kai Paraktia Zoni
Lefka Όri kai Paraktia Zoni este o arie protejată (arie specială de conservare — SAC, sit de importanță comunitară — SCI) din Grecia întinsă pe o suprafață de 55.846,75 ha, integral pe uscat.

## Localizare
Centrul sitului Lefka Όri kai Paraktia Zoni este situat la coordonatele 35°17′26″N 24°00′42″E / 35.29065°N 24.011612°E.

## Înființare
Situl Lefka Όri kai Paraktia Zoni a fost declarat sit de importanță comunitară în aprilie 1997 pentru a proteja 6 specii de plante și 2 specii de animale. Situl a fost protejat și ca arie specială de conservare în martie 2011.

## Biodiversitate
Situată în ecoregiunile marină mediteraneană și mediteraneană, aria protejată conține 21 de habitate naturale: Straturi cu Posidonia (Posidonion oceanicae), Lagune de coastă, Recifuri, Faleze cu vegetație de Limonium spp. endemic de pe coastele mediteraneene, Salicornia și alte specii anuale care populează regiunile mlăștinoase și nisipoase, Dune cu vegetație ierboasă Malcolmietalia, Iazuri temporare mediteraneene, Râuri mediteraneene cu debit intermitent, cu specii de Paspalo-Agrostidion, Lande oro-mediteraneene cu formațiuni endemice de grozamă, Sarcopoterium spinosum phryganas, Phrygana endemică cu Euphorbio-Verbascion, Pseudostepă cu ierburi și specii anuale de Thero-Brachypodietea, Grohotișuri est-mediteraneene, Pante stâncoase calcaroase cu vegetație casmofită, Peșteri inaccesibile publicului, Peșteri marine scufundate complet sau parțial, Păduri de Cupressus (Acero-Cupression), Păduri de Platanus orientalis și Liquidambar orientalis (Platanion orientalis), Galerii și tufărișuri riverane sudice (Nerio-Tamaricetea și Securinegion tinctoriae), Păduri de Olea și Ceratonia, Păduri de pin mediteraneene cu pini mezogeni endemici.
La baza desemnării sitului se află mai multe specii protejate:
- plante (6): Bupleurum kakiskalae, Cephalanthera cucullata, Hypericum aciferum, Nepeta sphaciotica, Origanum dictamnus, Zelkova abelicea
- mamifere (1): capra sălbatică (Capra aegagrus)
- reptile (1): elaphe situla (Zamenis situla)

Pe lângă speciile protejate, pe teritoriul sitului au mai fost identificate 198 de specii de plante, 2 specii de amfibieni, 14 specii de mamifere, 6 specii de nevertebrate, 1 specie de pești, 7 specii de reptile.